# 남해 가인리 화석산지
남해 가인리 화석산지는 대한민국 경상남도 남해군 창선면 가인리의 중생대 백악기 경상 누층군 함안층 상에 위치한 화석산지이다. 2008년 12월 29일 대한민국의 천연기념물 제499호로 지정되었다.

## 지질
남해 가인리 화석산지는 중생대의 퇴적암 지층 경상 누층군 함안층 상에 위치한다. 화석이 있는 가인리 지역은 함안층의 중~상부에 해당하는 지역으로서 주로 실트질 미사암, 흑색, 회색 내지 암회색 이암 및 셰일, 세립질 내지 조립질 사암, 셰일과 사암의 교호층으로 구성되어 있다. 화성활동에 의한 관입암이 암상의 형태로 산출되며, 이로 인해 화석산지의 암석이 전반적으로 약한 접촉 변성 작용을 받았다. 이곳에서는 주로 공룡발자국 화석이 산출되는데 용각류를 비롯하여 조각류와 수각류 발자국 화석, 익룡의 보행렬 가장 오래된 물갈퀴 새 발자국 화석인 Ignotornis yangi, 가장 작은 수각류 공룡발자국 화석인 Minisauripus cf. zhenshuonani 가 발견되었다.

## 등록 사유
육식공룡(수각류) 발자국 약 57점이 매우 긴 보행렬(최대 52m)을 이루며 전체적으로 약 1,500여점 이상의 공룡발자국이 발견되고 있는 지역으로 육식공룡 발자국 보행렬이 단일지역에서 매우 길게 집중적으로 나타나는 특징을 가지고 있다. 또한, 대형과 중형 두가지 유형의 육식공룡 발자국이 존재하고, 초식공룡(용각류, 조각류) 발자국이 육식공룡 발자국과 동시에 발견되고 있는가 하면, 인근 남동쪽 해안에는 규화목 및 식물화석, 다른 종류의 생흔화석 다수와 건열, 연흔 등 퇴적구조가 대규모로 산출되고 수평적 퇴적층리가 아주 잘 발달되어 있어 학술적 가치가 큰 화석산지이다.

## 사진
남해 가인리 화석산지의 함안층

## 가는 길
지방도 제1024호선을 따라 도로명주소 남해군 창선면 흥선로 767-3 에 있는 주차장에 차를 주차한 후 세심사(도로명주소: 남해군 창선면 흥선로 767-28) 바로 옆에 있는 나무데크길을 따라 약 240m 전진하면 경상 누층군 함안층이 드러난 화석산지가 나온다.

## 안내판
남해 가인리 공룡 발자국 화석 산지는 마을 주민의 신고를 통해 처음으로 알려졌는데, 1997년 진주교육대학교 서승조 교수가 이를 학계에 보고하였다. 그 후 2005년 3월 31일 경남기념물 제257호로 지정되었다가, 2008년 12월 29일 천연기념물 제499호로 승격되었다. 이곳에서는 익룡 발자국, 대형 초식 공룡(용각류) 발자국, 두 발로 걸었던 초식 공룡(조각류) 발자국, 다양한 종류의 육식 공룡(수각류) 발자국, 새 발자국, 도마뱀 발자국, 거북이 발자국 등이 발견되었다. 그리고 공룡 피부 자국과 뼈 화석도 발견되었다. 발자국 화석들 중에서 가장 대표적인 것은 두 발로 걷는 익룡이 남긴 발자국이다. 지금까지 발견된 익룡의 발자국은 대부분이 네 발로 걷는 익룡의 것으로 두 발로 걷는 익룡의 발자국은 세계적으로 처음 발견되었고, 그 이름은 해남이크누스 가인엔시스(Haenamichnus gainensis)라고 불였다. 이 발자국은 사람의 발자국과 매우 비슷하게 생겼다. 그래서 일부 사람들은 이것을 공룡과 사람이 함께 살았던 증거라고 생각하기도 한다.
용각류의 발자국은 브론토사우루스와 같은 공룡이 남긴 것으로 생각되어 그 이름이 브론토포두스 버디아이(Brontopodus birdi)이다. 영화 "쥬라기 공원" 에서 나오는 벨로시랩터와 같은 작은 육식 공룡의 발자국도 발견되었고, 세계에서 가장 작은 육식 공룡 발자국도 발견되었는데, 발자국의 길이가 1.1 cm이다. 이외에도 가운데 발가락이 매우 긴 육식 공룡 발자국(글라래이터, Grallator ichnosp.)도 발견되었다.
이곳에서 발견된 새의 발자국은 세 가지가 넘는다. 그리고 백악기에 처음으로 발견된 도마뱀 발자국도 있는데 네오사우로이데스 코리아엔시스(Neosauroides koreaensis)라고 한다.
이 화석 산지는 백악기 척추동물의 발자국이 세계에서 가장 다양하게 발견된 곳이며, 세계 최초로 발견된 발자국들도 많은 곳이다. 발자국 화석뿐만 아니라 공룡 피부 자국, 뼈 화석, 나뭇가지 화석 등은 1억 년 전 다양한 생물들의 모습을 우리들에게 알려 준다.
The Dinosaur tracksite in Gain-ri, Namhae, which was first discovered and reported by a local resident, was introduced to the academic world by Professor Seo Seung-jo of Jinju National University of Education in 1997. The site was designated Gyeongsangnam-do Monument No. 257, and later elevated in status to Natural Monument No. 499 on December 29, 2008. Footprints of flying reptiles (pterosaurs), huge herbivores (sauropods), two-legged herbivores (ornithopods), various carnivores (theropods), birds, lizards, tortoises were uncovered at the site, along with dinosaur skin impressions and bone fossils.
One of the most important discoveries made at the site is the footprints of bipedal pterosaurs. It is the first of its kind to be uncovered, and was given the scientific name Haenamichnus gaiensis, (Most pterosaur footprints found around the world belong to quadrupedal pterosaurs.) The footprints appear very similar human footprints, Some argue that this is evidence dinosaurs and humans coexisted.
The sauropod footprints are assumed to have been left by Brontosaurus species, from which its scientific name Brontopodus birdi derives. Footprints of small carnivores such as Velociraptors from the movie "Jurassic Park", and those of the world's smallest carnivores, measuring 1.1 cm in length, were also unearthed from the site, as well as those of long-toed carnivores (Grallator ichnosp.).
More than three types of bird footprints have been discovered at this site. The first lizard footprint from the Cretaceous period was found here and aptly named Neosauroides koreaensis.
This site has the richest collection of footprints of Cretaceous vertebrates the world, with many first fossil footprints ever found, Footprint fossils, skin impressions, bone fossils, branch fossils and other remains draw a detailed picture of the diverse life forms that roamed our world 100 million years ago.— 남해 가인리 화석산지 안내판의 설명

## 같이 보기
- 경상 누층군 함안층
- 남해군의 지질
- 고성 덕명리 공룡과 새발자국 화석산지